# اشینگ
اشینگ (به آلمانی: Eching, Freising) یک شهر در آلمان است که در بایرن واقع شده‌است.

## خصوصیات
اشینگ ۳۷٫۸۳ کیلومترمربع مساحت دارد ۴۶۹ متر بالاتر از سطح دریا واقع شده‌است.

## خواهرخوانده
شهرهای Trezzano sul Naviglio، Urubamba و Majs خواهرخوانده‌های اشینگ هستند.